# Вівсянка сіра
Вівсянка сіра (Emberiza cineracea) — вид горобцеподібних птахів родини вівсянкових (Emberizidae).

## Поширення
Вид поширений на Близькому Сході. Гніздиться у горах на півдні Туреччини, заході Ірану, півночі Іраку та на грецьких островах Егейського моря (Невеликі популяції розмножуються на островах Лесбос, Хіос, Скірос, Самос, Ікарія і, можливо, також на Корфу. На цих островах проживає від 50 до 100 пар). Гніздиться на сухих кам'янистих схилах гір. На зимівлю мігрує на узбережжя Червоного моря: в Ємені, Саудівську Аравію, Судан та Еритрею.

## Опис
Дрібний птах, завдовжки 16 см, розмах крил 25-29 см, вага тіла 25-28 грам. Крила коричневі, живіт і спина сірі. Груди та живіт світло-сірі. Голова і обличчя жовті, а дзьоб сірий.

## Спосіб життя
Його природним середовищем існування є помірні пустелі та чагарники, скелясте середовище та поля. Харчується переважно насінням, але своїх пташенят годує комахами. Кладка, зазвичай, складається з 3 яєць.

## Підвиди
- Emberiza cineracea cineracea C. L. Brehm, 1855, Туреччина.
- Emberiza cineracea semenowi Zarudny, 1904, гори Загрос (Іран).